# Acer laxiflorum
Acer laxiflorum é uma espécie de árvore do gênero Acer, pertencente à família Aceraceae.